# Baqqallı
Baqqallı è un comune dell'Azerbaigian situato nel distretto di Tovuz. Conta una popolazione di 467 abitanti.